# Edgar Siegele
Edgar Siegele (* 28. August 1929 in Arzl im Pitztal, Tirol; † 13. Oktober 2015 ebenda) war ein österreichischer Politiker (ÖVP).

## Leben
Edgar Siegele besuchte zunächst von 1936 bis 1940 die Volksschule in Arzl, später von 1940 bis 1942 die Hauptschule in Imst. 1943 wechselte er von dieser an das Gymnasium, ebenfalls in Imst gelegen. Dieses besuchte er bis 1950 und legte im darauffolgenden Jahr die Matura an der Bundeshandelsakademie ab. Danach studierte er bis 1954 Volkswirtschaftslehre an der Universität Innsbruck. 1956 eröffnete er in Arzl im Pitztal ein eigenes Hotel, welches er bis 1987 führte. 1985 wurde ihm der Titel eines Kommerzialrates verliehen.
Siegeles politischer Werdegang begann 1968, als er für die ÖVP in den Gemeinderat von Arzl im Pitztal einzog. 1971 folgte die Wahl zum Vizebürgermeister; weitere zwei Jahre später, 1973 wurde er zum Bürgermeister seiner Heimatgemeinde vereidigt. In dieser Funktion war er 21 Jahre lang, bis 1994, tätig.
Im März 1987 wurde Siegele Mitglied des Bundesrats in Wien. Diesem gehörte er bis April 1989 an.
Innerhalb seiner Partei, der ÖVP, war Siegele Ortsobmann des Wirtschaftsbundes Arzl im Pitztal (1968 bis 1998), Bezirksobmann des Wirtschaftsbundes Imst (1978 bis 1991), sowie Landesobmann-Stellvertreter des Wirtschaftsbundes Tirol (1981 bis 1988).
Am 13. Oktober 2015 starb Siegele nach langer schwerer Krankheit im Alter von 86 Jahren in seinem Heimatort, auf dessen Friedhof er auch beerdigt wurde.